# Маруяма (река)
Маруяма (яп. 円山川 маруямагава) — река в Японии на острове Хонсю. Протекает по территории префектуры Хиого.
Исток реки находится под одноимённой горой (высотой 640 м), на территории города Асаго. Маруяма протекает через город Тоёока и одноимённую впадину и впадает в Японское море. Основными притоками в верховьях являются Оя (大屋川), Яги (八木川) и Инамба (Инаба, 稲葉川), а в низовьях — Идзуси (出石川) и Наса (奈佐川).
Длина реки составляет 68 км, на территории её бассейна (1300 км²) проживает около 140 тыс. человек. Согласно японской классификации, Маруяма является рекой первого класса.
Около 83 % бассейна реки занимает природная растительность, около 11 % — сельскохозяйственные земли, около 6 % застроено.
Уклон реки в верховьях составляет около 1/100-1/300, в среднем течении — 1/780, в низовьях — 1/9000. Среднегодовая норма осадков в бассейнe реки составляет около 2000 мм в год.
В XX и XXI веках крупнейшие наводнения происходили в 1959, 1961, 1976, 1990 и 2004 годах. Во время наводнения 2004 года было полностью затоплено 7944 домов, в 1959 году — 16833 домов.